# 卡卡塔奇區
6°27′36″S 76°27′06″W / 6.4601°S 76.4518°W
卡卡塔奇區（西班牙語：Distrito de Cacatachi），是秘魯的一個區，位於該國中北部聖馬丁大區的聖馬丁省，始建於1932年10月31日，面積75.4平方公里，海拔高度295米，2005年人口2,904，人口密度每平方公里39人。